# Gonodactylolus
Gonodactylolus is een geslacht van kreeftachtigen uit de klasse van de Malacostraca (hogere kreeftachtigen).

## Soort
- Gonodactylolus paulus Manning, 1970